# رالف فليتشير
رالف فليتشير (بالإنجليزية: Ralph Fletcher)‏ (17 مارس 1953، مارشفيلد في الولايات المتحدة)؛ كاتب، شاعر وروائي أمريكي.